# یومانجری
یومانجری (به انگلیسی: Eumungerie) یک منطقه مسکونی در استرالیا است که در نیو ساوت ولز واقع شده‌است.